# Gyrostigma rhinocerontis
Gyrostigma rhinocerontis (in deutschen Medien auch manchmal als Nashorndasselfliege bezeichnet) ist mit einer Spannweite von rund 60 Millimetern die größte afrikanische Fliegenart und ein Parasit des Spitzmaulnashornes und des Breitmaulnashornes.

## Verbreitung
Da die Fliege für ihre Fortpflanzung von den afrikanischen zweihörnigen Nashörnern abhängt, ging ihre Zahl mit dem Rückgang der Nashornpopulation ebenfalls zurück. Früher waren die Nashörner und somit die Nashorndasselfliege, abgesehen vom Kongobecken, in ganz Afrika verbreitet. Heute sind sie auf Savannen im südlichen und östlichen Afrika beschränkt.

## Taxonomie
Die Fliege wurde 1830 erstmals vom englischen Naturforscher Sir Richard Owen als Oestrus rhinocerontis beschrieben. Diese Beschreibung erfolgte anhand von Larven aus einem Nashornmagen. Eine weitere, ausführliche Beschreibung, erfolgte Mitte des 20. Jahrhunderts durch Fritz Zumpt. Obwohl die Art seit langem bekannt, ist relativ wenig Wissen über ihre Lebensweise verfügbar, da sie in der Wildnis schwer zu beobachten und in Gefangenschaft ebenfalls schwer zu züchten ist. Nur einige größere Museen können Präparate dieser Insektenart präsentieren.

## Lebenszyklus
Wie andere Dasselfliegen auch legt das adulte Tier die Eier auf das Wirtstier, in diesem Fall auf den Nashornkopf. Die Eier sind länglich und weiß. Die Larven schlüpfen nach etwa sechs Tagen und sind 0,25 cm lang. Diese gelangen in den Magen des Tieres und lagern sich in die Magenschleimhaut ein. Sie erscheinen im primären Stadium dunkelrot. Im sekundären Stadium sind die Larven etwa 2 cm lang und blassrosa und in ihrem finalen Stadium erreicht die Larve die Größe eines erwachsenen Tieres und ist weißlich bis gelb, mit braunen Flecken.
Ist nun die Larve zur Verpuppung bereit, verlässt sie ihr Wirtstier über den Anus in einen Misthaufen, gräbt sich in den Boden ein und verpuppt sich dann. Nach sechs Wochen schlüpft sie als erwachsene Fliege.

## Beschreibung
Die Fliegen erreichen eine Länge bis 4 cm und eine Flügelspannweite von 6 bis 7 cm und ähneln einer schwarzen Wespe mit orangeroten Beinen und ebenso gefärbtem Kopf. Die Flügel sind braun bis schwarz. Die Mundpartie ist rudimentär ausgebildet. Vermutlich nimmt die erwachsene Fliege keine Nahrung auf und lebt etwa drei bis fünf Tage.